# Grand Prix Stanów Zjednoczonych 1960
Grand Prix Stanów Zjednoczonych 1960 (oryg. United States Grand Prix) – 10. (ostatnia) runda Mistrzostw Świata Formuły 1 w sezonie 1960, która odbyła się 20 listopada 1960 po raz 1. na torze Riverside International Raceway.
Było to 2. Grand Prix Stanów Zjednoczonych zaliczane do Mistrzostw Świata Formuły 1.

## Wyniki

### Kwalifikacje
Źródło: statsf1.com
| P  | Nr | Kierowca            | Konstruktor(-silnik) | Opony | Czas   | Odstęp | Strata |
| -- | -- | ------------------- | -------------------- | ----- | ------ | ------ | ------ |
| 1  | 5  | Stirling Moss       | Lotus-Climax         | D     | 1:54,4 | –      | –      |
| 2  | 2  | Jack Brabham        | Cooper-Climax        | D     | 1:55,0 | +0,6   | +0,6   |
| 3  | 16 | Dan Gurney          | BRM                  | D     | 1:55,2 | +0,2   | +0,8   |
| 4  | 15 | Jo Bonnier          | BRM                  | D     | 1:55,6 | +0,4   | +1,2   |
| 5  | 12 | Jim Clark           | Lotus-Climax         | D     | 1:55,7 | +0,1   | +1,3   |
| 6  | 11 | John Surtees        | Lotus-Climax         | D     | 1:55,8 | +0,1   | +1,4   |
| 7  | 10 | Innes Ireland       | Lotus-Climax         | D     | 1:57,0 | +1,2   | +2,6   |
| 8  | 7  | Olivier Gendebien   | Cooper-Climax        | D     | 1:57,2 | +0,2   | +2,8   |
| 9  | 6  | Tony Brooks         | Cooper-Climax        | D     | 1:57,3 | +0,1   | +2,9   |
| 10 | 3  | Bruce McLaren       | Cooper-Climax        | D     | 1:57,4 | +0,1   | +3,0   |
| 11 | 17 | Graham Hill         | BRM                  | D     | 1:57,6 | +0,2   | +3,2   |
| 12 | 24 | Jim Hall            | Lotus-Climax         | D     | 1:58,2 | +0,6   | +3,8   |
| 13 | 9  | Phil Hill           | Cooper-Climax        | D     | 1:58,8 | +0,6   | +4,4   |
| 14 | 8  | Henry Taylor        | Cooper-Climax        | D     | 1:59,0 | +0,2   | +4,6   |
| 15 | 14 | Roy Salvadori       | Cooper-Climax        | D     | 1:59,6 | +0,6   | +5,2   |
| 16 | 26 | Wolfgang von Trips  | Cooper-Maserati      | D     | 2:01,4 | +1,8   | +7,0   |
| 17 | 21 | Brian Naylor        | JBW-Maserati         | D     | 2:02,2 | +0,8   | +7,8   |
| 18 | 23 | Chuck Daigh         | Scarab               | D     | 2:02,6 | +0,4   | +8,2   |
| 19 | 18 | Maurice Trintignant | Cooper-Maserati      | D     | 2:03,2 | +0,6   | +8,8   |
| 20 | 25 | Pete Lovely         | Cooper-Ferrari       | D     | 2:03,4 | +0,2   | +9,0   |
| 21 | 4  | Ron Flockhart       | Cooper-Climax        | D     | 2:04,4 | +1,0   | +10,0  |
| 22 | 20 | Bob Drake           | Maserati             | D     | 2:05,4 | +1,0   | +11,0  |
| 23 | 19 | Ian Burgess         | Cooper-Maserati      | D     | 2:06,6 | +1,2   | +12,2  |
| P  | Nr | Kierowca            | Konstruktor(-silnik) | Opony | Czas   | Odstęp | Strata |

### Wyścig
Źródła: statsf1.com
| P                                                     | + / –     | Nr | Kierowca            | Konstruktor     | Opony | Okr. | Czas / Strata | Komentarz            |
| ----------------------------------------------------- | --------- | -- | ------------------- | --------------- | ----- | ---- | ------------- | -------------------- |
| 1                                                     | Bez zmian | 5  | Stirling Moss       | Lotus-Climax    | D     | 75   | 2:28:52,2     |                      |
| 2                                                     | 5         | 10 | Innes Ireland       | Lotus-Climax    | D     | 75   | +38,0         |                      |
| 3                                                     | 7         | 3  | Bruce McLaren       | Cooper-Climax   | D     | 75   | +52,0         |                      |
| 4                                                     | 2         | 2  | Jack Brabham        | Cooper-Climax   | D     | 74   | +1 okr.       |                      |
| 5                                                     | 1         | 15 | Jo Bonnier          | BRM             | D     | 74   | +1 okr.       |                      |
| 6                                                     | 7         | 9  | Phil Hill           | Cooper-Climax   | D     | 74   | +1 okr.       |                      |
| 7                                                     | 5         | 24 | Jim Hall            | Lotus-Climax    | D     | 73   | +2 okr.       |                      |
| 8                                                     | 7         | 14 | Roy Salvadori       | Cooper-Climax   | D     | 73   | +2 okr.       |                      |
| 9                                                     | 7         | 26 | Wolfgang von Trips  | Cooper-Maserati | D     | 72   | +3 okr.       |                      |
| 10                                                    | 8         | 23 | Chuck Daigh         | Scarab          | D     | 70   | +5 okr.       |                      |
| 11                                                    | 9         | 25 | Pete Lovely         | Cooper-Ferrari  | D     | 69   | +6 okr.       |                      |
| 12                                                    | 4         | 7  | Olivier Gendebien   | Cooper-Climax   | D     | 69   | +6 okr.       |                      |
| 13                                                    | 9         | 20 | Bob Drake           | Maserati        | D     | 68   | +7 okr.       |                      |
| 14                                                    | Bez zmian | 8  | Henry Taylor        | Cooper-Climax   | D     | 68   | +7 okr.       |                      |
| 15                                                    | 4         | 18 | Maurice Trintignant | Cooper-Maserati | D     | 66   | +9 okr.       |                      |
| 16                                                    | 11        | 12 | Jim Clark           | Lotus-Climax    | D     | 61   | +14 okr.      |                      |
| Niesklasyfikowani                                     |           |    |                     |                 |       |      |               |                      |
|                                                       |           | 17 | Graham Hill         | BRM             | D     | 34   | +41 okr.      | skrzynia biegów      |
|                                                       |           | 19 | Ian Burgess         | Cooper-Maserati | D     | 29   | +46 okr.      | zapłon               |
|                                                       |           | 21 | Brian Naylor        | JBW-Maserati    | D     | 20   | +55 okr.      | silnik               |
|                                                       |           | 16 | Dan Gurney          | BRM             | D     | 18   | +57 okr.      | przegrzanie          |
|                                                       |           | 4  | Ron Flockhart       | Cooper-Climax   | D     | 11   | +64 okr.      | przekładnia          |
|                                                       |           | 6  | Tony Brooks         | Cooper-Climax   | D     | 6    | +69 okr.      | poślizg              |
|                                                       |           | 11 | John Surtees        | Lotus-Climax    | D     | 3    | +72 okr.      | wypadek              |
| Nie wystartowali / niedopuszczeni do ponownego startu |           |    |                     |                 |       |      |               |                      |
|                                                       |           | 22 | Walt Hansgen        | Lotus-Climax    | D     | 0    |               | samochód niedostępny |
| P                                                     | + / –     | Nr | Kierowca            | Konstruktor     | Opony | Okr. | Czas / Strata | Komentarz            |

### Najszybsze okrążenie
Źródło: statsf1.com
| Nr | Kierowca     | Konstruktor   | Czas   | Okr. |
| -- | ------------ | ------------- | ------ | ---- |
| 2  | Jack Brabham | Cooper-Climax | 1:56,3 | 71   |

### Prowadzenie w wyścigu
Źródło: statsf1.com
| Nr                              | Kierowca      | Konstruktor   | Okrążenia | Suma |
| ------------------------------- | ------------- | ------------- | --------- | ---- |
| 5                               | Stirling Moss | Lotus-Climax  | 5-75      | 71   |
| 2                               | Jack Brabham  | Cooper-Climax | 1-4       | 4    |
| \| Wykres \| \| ------ \| \| \| |               |               |           |      |
| Wykres                          |               |               |           |      |
|                                 |               |               |           |      |

## Klasyfikacja po wyścigu
Pierwsza szóstka otrzymywała punkty według klucza 8-6-4-3-2-1. Liczone było tylko 6 najlepszych wyścigów danego kierowcy. W przypadku współdzielonej jazdy, punktów nie przyznawano. W nawiasach podano wszystkie zebrane punkty, nie uwzględniając zasady najlepszych wyścigów.
Uwzględniono tylko kierowców, którzy zdobyli jakiekolwiek punkty
| P  | +/− | Kierowca           | Starty | Punkty  | P1 | P2 | P3 | PP | NO | NS |
| -- | --- | ------------------ | ------ | ------- | -- | -- | -- | -- | -- | -- |
| 1  | 0   | Jack Brabham       | 8      | 43      | 5  | –  | –  | 3  | 3  | 2  |
| 2  | 0   | Bruce McLaren      | 8      | 34 (37) | 1  | 3  | 2  | –  | 1  | 1  |
| 3  | +2  | Stirling Moss      | 5      | 19      | 2  | –  | 1  | 4  | 2  | 1  |
| 4  | 0   | Innes Ireland      | 8      | 18      | –  | 2  | 1  | –  | 1  | 1  |
| 5  | −2  | Phil Hill          | 9      | 16      | 1  | –  | 1  | 1  | 2  | 2  |
| 6  | 0   | Olivier Gendebien  | 5      | 10      | –  | 1  | 1  | –  | –  | –  |
| 7  | 0   | Wolfgang von Trips | 9      | 10      | –  | –  | –  | –  | –  | 1  |
| 8  | 0   | Jim Rathmann       | 1      | 8       | 1  | –  | –  | –  | 1  | –  |
| 9  | 0   | Richie Ginther     | 3      | 8       | –  | 1  | –  | –  | –  | –  |
| 10 | 0   | Jim Clark          | 6      | 8       | –  | –  | 1  | –  | –  | 1  |
| 11 | 0   | Tony Brooks        | 7      | 7       | –  | –  | –  | –  | –  | 4  |
| 12 | 0   | John Surtees       | 4      | 6       | –  | 1  | –  | 1  | 1  | 3  |
| 13 | 0   | Cliff Allison      | 1      | 6       | –  | 1  | –  | –  | –  | –  |
| 13 | 0   | Rodger Ward        | 1      | 6       | –  | 1  | –  | –  | –  | –  |
| 15 | 0   | Graham Hill        | 8      | 4       | –  | –  | 1  | –  | 1  | 6  |
| 16 | 0   | Willy Mairesse     | 3      | 4       | –  | –  | 1  | –  | –  | 2  |
| 17 | 0   | Paul Goldsmith     | 1      | 4       | –  | –  | 1  | –  | –  | –  |
| 18 | +4  | Jo Bonnier         | 8      | 4       | –  | –  | –  | –  | –  | 5  |
| 19 | −1  | Henry Taylor       | 4      | 3       | –  | –  | –  | –  | –  | –  |
| 20 | −1  | Don Branson        | 1      | 3       | –  | –  | –  | –  | –  | –  |
| 20 | −1  | Giulio Cabianca    | 1      | 3       | –  | –  | –  | –  | –  | –  |
| 20 | −1  | Carlos Menditeguy  | 1      | 3       | –  | –  | –  | –  | –  | –  |
| 23 | 0   | Johnny Thomson     | 1      | 2       | –  | –  | –  | –  | –  | –  |
| 24 | 0   | Lucien Bianchi     | 3      | 1       | –  | –  | –  | –  | –  | 2  |
| 25 | 0   | Ron Flockhart      | 2      | 1       | –  | –  | –  | –  | –  | 1  |
| 26 | −1  | Hans Herrmann      | 1      | 1       | –  | –  | –  | –  | –  | –  |
| 26 | −1  | Eddie Johnson      | 1      | 1       | –  | –  | –  | –  | –  | –  |
| P  | +/− | Kierowca           | Starty | Punkty  | P1 | P2 | P3 | PP | NO | NS |

### Konstruktorzy
Tylko jeden, najwyżej uplasowany kierowca danego konstruktora, zdobywał dla niego punkty. Również do klasyfikacji zaliczano 6 najlepszych wyników.
| P                 | +/− | Konstruktor        | Starty | Punkty  | P1 | P2 | P3 | PP | NO | NS |
| ----------------- | --- | ------------------ | ------ | ------- | -- | -- | -- | -- | -- | -- |
| 1                 | 0   | Cooper-Climax      | 52     | 48 (58) | 6  | 4  | 5  | 4  | 5  | 19 |
| 2                 | 0   | Lotus-Climax       | 30     | 34 (37) | 2  | 3  | 2  | 4  | 3  | 10 |
| 3                 | 0   | Ferrari            | 24     | 26 (27) | 1  | 2  | 2  | 1  | 2  | 5  |
| 4                 | 0   | BRM                | 23     | 8       | –  | –  | 1  | –  | 1  | 17 |
| 5                 | 0   | Cooper-Maserati    | 17     | 3       | –  | –  | –  | –  | –  | 10 |
| 6                 | 0   | Cooper-Castellotti | 4      | 3       | –  | –  | –  | –  | –  | 2  |
| 7                 | 0   | Porsche            | 2      | 1       | –  | –  | –  | –  | –  | –  |
| Niesklasyfikowani |     |                    |        |         |    |    |    |    |    |    |
|                   |     | Behra-Porsche      | 2      | 0       | –  | –  | –  | –  | –  | –  |
|                   |     | Scarab             | 3      | 0       | –  | –  | –  | –  | –  | 2  |
|                   |     | Aston Martin       | 2      | 0       | –  | –  | –  | –  | –  | 1  |
|                   |     | Cooper-Ferrari     | 1      | 0       | –  | –  | –  | –  | –  | –  |
|                   |     | Maserati           | 6      | 0       | –  | –  | –  | –  | –  | 3  |
|                   |     | JBW-Maserati       | 3      | 0       | –  | –  | –  | –  | –  | 2  |
|                   |     | Vanwall            | 1      | 0       | –  | –  | –  | –  | –  | 1  |
| P                 | +/− | Kierowca           | Starty | Punkty  | P1 | P2 | P3 | PP | NO | NS |